# ジャック・ブルームフィールド
ゴードン・リー・ブルームフィールド（Gordon Leigh "Jack" Bloomfield、1930年8月7日 - 2025年7月28日）は、アメリカ合衆国テキサス州モンティ・アルト出身のプロ野球選手（内野手）・コーチ。
日本プロ野球時代の登録名は「ブルーム」。

## 経歴
テキサス大学パンアメリカン校（現在のテキサス大学リオグランデバリー校）卒業後、1955年からマイナーリーグでプレー。1958年にはAAAのシアトル・レーニアズに昇格し、打率.309を記録する。しかし、メジャーリーグへの昇格はできなかった。
1960年はAAAのポートランド・ビーバーズにいたが、知人とロン・ボトラの紹介で日本へ渡り、近鉄バファローにシーズン途中入団した。入団の際、「ボクは、レイジー（ダラダラした感じ）・スタイル・プレイヤーだから、アメリカのファンには、あまり好かれなかった。だからメジャーにもとうとうあがれなかった。その情熱をニッポンで燃やしてみせる」と語ったという。終盤は一塁手または二塁手を務めて常時出場するようになり、シーズンでは58試合の出場で打率.279を打った。
1961年島田光二・内藤博文との定位置争いに勝って二塁手のレギュラーを掴み、わずかに3割に届かなかったが打率.297を記録、初めてオールスターゲームにも選ばれるが、同年6月3日の阪急戦（西宮）の試合中、「ヤンキー・ゴー・ホーム！」と野次を飛ばした観客に激怒し、スタンドに乗り込んでその観客を蹴っ飛ばし、制裁金5万円・出場停止7日間という処分を受けた。刑事処分に発展することはなかったものの、これは日本で唯一となるプロ野球選手の観客への暴行事件である。
1962年には近鉄に所属した選手のシーズン最高打率となる.374をマークし、首位打者を獲得。1963年には打率.335で2年連続の首位打者・ベストナインに輝くとともに、最高出塁率のタイトルも獲得し、四番打者の小玉明利と共に近鉄ピストル打線の中軸を担った。1964年は打率.294（リーグ7位）と3割を割り、チームも最下位。二塁手としての守備力が低下していたことから、近鉄は守備に優れるロベルト・バルボンを阪急から獲得。このため、ブルームは自由契約となった。
ここで、かねてよりブルームに目を付けており、二塁手も固定できていなかったことから、鶴岡一人の判断で南海ホークスに移籍。1965年の春季キャンプでは内角打ちに苦労していた野村克也から内角打ちのコツを問われ、ブルームは「腕を折りたためばいいんだ、簡単さ」とアドバイスしたという。開幕から三番・ブルーム、四番・野村でクリーンナップを組み、両者とも3割を越える好調をキープするが、一塁手がケント・ハドリで固定されていたことから、二塁手で出場を続けていたブルームは夏場に故障で戦線離脱してしまう。終盤復帰し、打率.302を記録するも、74試合の出場に留まった。一方、ブルームのアドバイスが効いたのか、野村は打率.320で初めての首位打者を獲得し、戦後初の三冠王に輝いている。
1966年は113試合に出場したが、.294と再び3割を割り込み、打点も前年を下回った。結局、南海はメジャー経験豊富なドン・ブレイザーを獲得したため、ブルームはこの年限りで退団。「テキサスで真珠屋でもやるさ」とのコメントを残して帰国したという。
引退後は1967年にアメリカに戻り、1969年から1973年には新球団のサンディエゴ・パドレスのスカウトを務め、1974年には1年だけコーチとして現場復帰。1975年には同時期に日本でプレーしたジム・マーシャルが監督をしていたシカゴ・カブスにコーチとして移籍し、1978年まで務めた。カブス退団後はニューヨーク・ヤンキース、ヒューストン・アストロズ、ピッツバーグ・パイレーツ、コロラド・ロッキーズ、モントリオール・エクスポズでスカウトを歴任。
2025年7月28日死去。95歳没。

## 選手としての特徴
ブルームの外角打ちの上手さに目をつけた張本勲は、ある日ブルームに外角打ちの極意を尋ねた。それに対してブルームは「外角を打つには内角を打つのが上手でないといけない。それは、外角に意識が向いている時に内角に直球が来ると手が出ないからである。こちらが内角を打つのが上手だと、投手が内角に投げるのを嫌がって外角に投げることが増える。そこで、相手の配球を読んで投手が外角に投げてくるのを狙い打つのだ（すなわち相手が外角に投げてくるとわかるので上手に外角が打てる）」と説明をした。これを聞いた張本は「なるほど、バッティングとは奥が深い」と感心したという。
ブルームが外角を打つのが上手なのは内角を打つのが上手いからだと考えた野村克也は、ブルームに内角打ちの極意を尋ねた。それに対してブルームは、「腕をたたみ、バットを立てるようにして最短距離でボールを打つのだ」と答えたという。ブルームのアドバイスが功を奏したのかは不明だが、野村は現役時代内角ギリギリの球を上手に打ってレフトポール際にホームランを打つのが得意であった。
ドラッグバントで内野安打を稼ぐのも得意であった。張本はセーフティバントのコツについてもブルームに教えを請い、赤坂の有名店でステーキを奢った。「バックスイングをしてバントなんてしないように見せろ」という答えを得て、1970年の史上最高打率到達がかかった打席でバントヒットに成功している。
長池徳士は「ドラッグバントや外の球を打つのがうまかった」と述べている。

## 詳細情報

### 年度別打撃成績
| 年 度     | 球 団     | 試 合 | 打 席 | 打 数 | 得 点 | 安 打 | 二 塁 打 | 三 塁 打 | 本 塁 打 | 塁 打 | 打 点 | 盗 塁 | 盗 塁 死 | 犠 打 | 犠 飛 | 四 球 | 敬 遠 | 死 球 | 三 振 | 併 殺 打 | 打 率 | 出 塁 率 | 長 打 率 | O P S |
| --------- | --------- | ----- | ----- | ----- | ----- | ----- | -------- | -------- | -------- | ----- | ----- | ----- | -------- | ----- | ----- | ----- | ----- | ----- | ----- | -------- | ----- | -------- | -------- | ----- |
| 1960      | 近鉄      | 58    | 207   | 183   | 22    | 51    | 11       | 1        | 5        | 79    | 17    | 5     | 5        | 0     | 2     | 20    | 0     | 2     | 27    | 2        | .279  | .353     | .432     | .784  |
| 1961      | 近鉄      | 108   | 391   | 354   | 44    | 105   | 27       | 4        | 7        | 161   | 32    | 7     | 4        | 2     | 2     | 30    | 3     | 3     | 41    | 4        | .297  | .355     | .455     | .810  |
| 1962      | 近鉄      | 112   | 446   | 401   | 56    | 150   | 26       | 8        | 12       | 228   | 74    | 6     | 7        | 2     | 4     | 32    | 7     | 7     | 35    | 10       | .374  | .426     | .569     | .994  |
| 1963      | 近鉄      | 121   | 486   | 439   | 62    | 147   | 31       | 6        | 9        | 217   | 62    | 3     | 3        | 1     | 1     | 38    | 7     | 7     | 50    | 5        | .335  | .396     | .494     | .890  |
| 1964      | 近鉄      | 124   | 481   | 429   | 55    | 126   | 26       | 4        | 13       | 199   | 69    | 4     | 0        | 4     | 4     | 37    | 2     | 7     | 37    | 8        | .294  | .356     | .464     | .820  |
| 1965      | 南海      | 74    | 274   | 248   | 39    | 75    | 8        | 0        | 9        | 110   | 36    | 0     | 0        | 1     | 4     | 19    | 1     | 2     | 28    | 2        | .302  | .352     | .444     | .795  |
| 1966      | 南海      | 113   | 408   | 350   | 50    | 103   | 16       | 2        | 6        | 141   | 33    | 2     | 1        | 6     | 4     | 43    | 0     | 5     | 49    | 10       | .294  | .376     | .403     | .778  |
| 通算：7年 | 通算：7年 | 710   | 2693  | 2404  | 328   | 757   | 145      | 25       | 61       | 1135  | 323   | 27    | 20       | 16    | 21    | 219   | 20    | 33    | 267   | 41       | .315  | .377     | .472     | .849  |

- 各年度の太字はリーグ最高

### タイトル
- 首位打者：2回 （1962年、1963年）※2年連続はパ・リーグ歴代4位タイ、パ・リーグ外国人初
- 最高出塁数：1回 （1963年）

### 表彰
- ベストナイン：2回 （二塁手部門：1962年、1963年）
- オールスターゲームMVP：1回 （1962年 第1戦）

### 記録
NPB初記録
- 初出場：1960年7月3日、対阪急ブレーブス14回戦（阪急西宮球場）、6回裏に小玉明利に代わり三塁手で出場
- 初先発出場：1960年7月11日、対南海ホークス11回戦（日生球場）、1番・二塁手として先発出場
- 初安打・初本塁打・初打点：同上、1回裏にジョー・スタンカから右越先頭打者本塁打

NPBその他の記録
- オールスターゲーム出場：5回（1961年 - 1964年、1966年）

### 背番号
- 26（1960年 - 1966年）

### 登録名
- ブルーム（1960年 - 1966年）